# Le Voyage express au Mans
Pour plus de détails, voir Fiche technique et Distribution.
Le Voyage express au Mans est un film français réalisé par Annette Dutertre et sorti en 2002.

## Synopsis
La fille de Xavier, qui est âgé de 88 ans, se rend au Mans pour entendre ce dernier lui confier ses souhaits concernant l'organisation de ses funérailles.

## Fiche technique
- Titre : Le Voyage express au Mans
- Réalisation : Annette Dutertre
- Scénario : Annette Dutertre
- Photographie : Arnaud Larrieu
- Montage : Florence Bon et Patric Chiha
- Son : Laurent Gabiot et François Mereu
- Production : Elena Film
- Pays d'origine :  France
- Durée : 50 minutes
- Date de sortie :  France - mai 2002 (Festival de Cannes)

## Distribution
- Sophie Quinton
- Jeanne Delavenay
- Mickaël Rebouilleau
- Vincent Branchet

## Sélections
- Festival de Cannes 2002 (programmation de l'ACID[1]
- États généraux du film documentaire 2002[2]